# Jimmy McPartland
Jimmy McPartland, właśc. James Dugald McPartland (ur. 15 marca 1907 w Chicago, zm. 13 marca 1991 w Port Washington) – amerykański muzyk jazzowy, kornecista i bandlider. Był mężem brytyjskiej pianistki jazzowej Marian McPartland.

## Życiorys
Jego ojciec, James, był baseballistą, okazjonalnym bokserem oraz uczył muzyki. Matka zaś, Jean z d. Munn, była nauczycielką szkolną. Problemy rodzinne sprawiły, że wraz z trojgiem rodzeństwa przez pewien czas przebywał w sierocińcu, z którego został relegowany za bójki. Później również miał kłopoty z prawem, od których – jak twierdził – uratowała go muzyka.
Już w wieku pięciu lat zaczął grać na skrzypcach. Mając lat piętnaście dokonał definitywnego wyboru instrumentu, którym był kornet. W 1922 razem z czwórką kolegów ze szkoły średniej założył zespół The Austin High School Gang. Sześciu nastolatków: Jim Lanigan (fortepian, kontrabas, tuba), Jimmy McPartland (kornet), jego starszy brat, Richard (bandżo i gitara), Frank Teschemacher (saksofon altowy), Bud Freeman (saksofon tenorowy) i Dave Tough (perkusja), który dołączył do składu nieco później, pozostawało wówczas pod wpływem muzyki takich wykonawców, jak The Original Dixieland Jazz Band, The New Orleans Rhythm Kings oraz Joe „King” Oliver. Już poza szkołą, którą Jimmy porzucił po dwóch latach, swój pierwszy zawodowy angaż muzyczny podjęli jako The Blue Friars.
W 1924 wyjechał do Nowego Jorku, żeby wziąć udział w przesłuchaniach kandydatów na zastępcę Bixa Beiderbecke’a w The Wolverines Orchestra. Beiderbecke, który był jego kornetowym idolem, po przesłuchaniu skomplementował go słowami: „Podobasz mi się, młody. Brzmisz jak ja, ale mnie nie naśladuj”. Później zaprzyjaźnili się do tego stopnia, że Beiderbecke wybrał mu kornet, na którym grał przez całą karierę. Kiedy Bix odszedł z The Wolverines, zajął jego miejsce. W latach 1926–1927 grał w zespołach Arta Kassela oraz McKenzie-Condon's Chicagoans, z którym wziął udział w słynnej sesji nagraniowej, rejestrując m.in. utwory China Boy i Nobody's Sweetheart. W 1927 dołączył na dwa lata do orkiestry Bena Pollacka i grał u boku Benny’ego Goodmana oraz Glenna Millera.
W 1930 wrócił do Chicago, gdzie grał ze swoim bratem, Dickiem, w grupie The Embassy Four. Był bandliderem, wokalistą i konferansjerem podczas występów zespołu w nocnym klubie The Three Deuces. W latach 1931–1936 współpracował także z piosenkarzem Russem Columbo i zespołem Harry’ego Resera. W tym czasie poślubił piosenkarkę Dorothy Williams (śpiewająca w orkiestrze Pollacka), która razem ze swoją młodszą siostrą Hannah (późniejszą żoną boksera Jacka Dempseya) tworzyła znany duet wokalny The Williams Sisters. Miał z nią córkę, Dorothy. Małżonkowie jednak wkrótce się rozwiedli. Potem przez pewien czas przebywał w Ameryce Południowej. Po powrocie do kraju w latach 1936–1941 najpierw prowadził własne zespoły, a następnie dołączył do big-bandu Jacka Teagardena.
W 1942 został powołany do wojska. W 1944 w szeregach 462nd Antiaircraft Artillery Automatic Weapons Battalion (zmotoryzowany batalion artylerii przeciwlotniczej z bronią automatyczną) walczył w pierwszych dniach lądowania wojsk alianckich w Normandii. Uznano jednak, że jako muzyk bardziej się przyda zapewniając wojsku rozrywkę, został więc przeniesiony do USO Camp Shows. Podczas polowych występów artystycznych dla żołnierzy pełnił rolę konferansjera oraz grał muzykę dixielandową ze zorganizowanym przez siebie małym zespołem. Członkiem grupy był także jego długoletni przyjaciel i współpracownik Bud Freeman. W czasie pobytu w Belgii poznał brytyjską pianistkę jazzową Margaret Marian Turner, z którą 3 lutego 1945 ożenił się w niemieckim Akwizgranie.
Po zakończeniu II wojny światowej i demobilizacji pozostał z żoną w Europie. W maju 1949 zagrał w Paryżu na Międzynarodowym Festiwalu Jazzowym. Wystąpili na nim m.in. Miles Davis, Tadd Dameron, James Moody, Kenny Clarke, Pete Johnson i Toots Thielemans. Następnie małżonkowie udali się do Stanów Zjednoczonych i zamieszkali w Chicago. Początkowo często grali razem. W 1953 przenieśli się do w Nowego Jorku. Jimmy prowadził swoje zespoły, grał też z grupą pianisty Williego „The Lion” Smitha. Jednocześnie wprowadzał żonę do nowojorskiego środowiska jazzowego. Wiedząc, że sam pozostanie przy stylach tradycyjnych, zachęcał Marian do sformowania własnego zespołu i podejmowania samodzielnych kroków w zakresie nowych form jazzu. W rezultacie przez wiele lat występowała ze swoim triem w The Hickory House. W zespole grał perkusista Joe Morello, z którym po pewnym czasie związała się uczuciowo. McPartlandowie, nie mając dzieci, rozwiedli się w 1967, lecz ich relacje pozostały przyjacielskie i nawet razem występowali.
Jeszcze w 1956 zadebiutował na ekranie telewizyjnym w widowisku The Magic Horn, będącym jednym z odcinków emitowanego na żywo serialu The Alcoa Hour. Występował również w musicalach – inscenizacji Show Boat w nowojorskim The Jones Beach Theater oraz na płycie The Music Man, instrumentalnej wersji przedstawienia, wydanej przez wytwórnię Capitol w 1958. Nadal grał dixieland z różnymi zespołami. W latach 1965–1966 był solistą w grupie Tony’ego Parentiego, występującej w klubie Jimmy Ryan’s. Najczęściej jednak pojawiał się na estradzie jako lider własnego zespołu.
W 1978 wystąpił z Marian na Newport Jazz Festival. Oboje zagrali jeszcze razem w jego zespole na zamknięciu nowojorskiego klubu Eddiego Condona 31 lipca 1985. Dwa tygodnie przed jego śmiercią ponownie się pobrali. Chorując przez dłuższy czas na raka płuc, zmarł w wieku 83. lat. Urna z jego prochami została złożona obok urny matki na cmentarzu Arlington w Elmhurst.

Marian McPartland: Jimmy był człowiekiem życzliwym i towarzyskim, bardzo kochanym przez otaczających go ludzi. Był sportowcem – bokserem amatorem, dobrym pływakiem i doświadczonym wędkarzem muchowym. Pamiętam pobyty w stanie Wisconsin w domku jego przyjaciela „Squirrela” Ashcrofta i letnie dni spędzone na łowieniu na muchę na jeziorze Pike. Jimmy czerpał dziecięcą przyjemność z prostych rzeczy w życiu. Jego ulubionym powiedzeniem było: „Rób to z wdziękiem”.

## Dyskografia

### Jako lider lub współlider
- 1949 Goin' Back a Ways (Halcyon)
- 1955 At The Hickory House (Savoy)
- 1957 Jimmy McPartland’s Dixieland (Epic)
- 1958 The Music Man Goes Dixieland (Capitol)
- 1959
  - Meet Me in Chicago – McPartland/Hodes (Mercury)
  - Jimmy McPartland and His Dixieland (Epic)
- 1965 That Happy Dixieland Jazz – Jimmy McPartland and His Dixielanders (1993, RCA – CD)
- 1972 McPartlands Live at the Monticello (Halcyon)
- 1973 A Sentimental Journey – Marian and Jimmy McPartland (Jazz Alliance)
- 1977 Make Magnificent Music – Tony Bennett/The McPartlands and Friends (2012, DRG – CD)
- 1981 Jazzmeeting in Holland – Bud Freeman, Jimmy McPartland, Ted Easton’s Bigband (Circle)
- 2006 Chicagoans Live in Concert (Jazzology)

### Jako sideman
Z Bixem Beiderbeckiem
- 1992 Bix Beiderbecke and the Chicago Cornets (Milestone)

Z Benem Pollackiem
- 1988 Futuristic Rhythm (Halcyon)

Z Jackiem Teagardenem
- 1963 King of the Blues Trombone (Epic)

Przy większości pozycji zestawienia podany jest rok wydania płyty, a nie jej nagrania

## Upamiętnienie
W 1992 został pośmiertnie wprowadzony do Panteonu Sławy Big-bandów i Jazzu (The Big Band and Jazz Hall of Fame).